# 鄉下人 (2005年動畫)
《乡下人》（英語：The Boondocks）是由亚伦·麦克格鲁德创作的一部美国动画片。该动画与同名漫画的时空设置相同，黑人家庭弗里曼祖孙三人从伊利诺伊州芝加哥城南，搬到伍德克莱斯特（Woodcrest）一个以白人居民为主的社区中。该剧的很多喜剧元素都来自于文化、生活方式和种族因素的交杂。
该剧首映于2005年11月6日。第一季共15集，于2006年3月19日季终。第二季于2007年10月8日开播（其中名为“The Hunger Strike”和“The Uncle Ruckus Reality Show”两集由于黑人娱乐电视台的抗议并未在美国境内播出，但出现在DVD中）。第三季于2010年5月2日开播，8月15日结束。第四季于2014年4月21日首播，这将是该剧的最后一季。

## 制作
学生时代的麦克格鲁德在母校馬里蘭大學學院市分校校报《The Diamondback》上开始创作《乡下人》。这一漫画后来登上了《The Source》杂志。在此之后，麦克格鲁德开始希望《乡下人》可以既作为漫画连载，又可以作为电视动画播出。前一目标首先实现，《乡下人》从1999年4月起开始在报纸上连载。
与此同时，电视版的制作也并未停步。麦克格鲁德以及电影制片人/导演雷吉纳德·哈德林为福克斯电视台制作了一集试播集，但是他们发现很难说服電視聯播網接受该剧。在同福克斯的谈判失败后，哈德林离开了该项目，但是根据合约，麦克格鲁德和索尼电视台需要继续将其列为执行制片人之一。Adult Swim总裁麦克·拉佐（Mike Lazzo）对于试播集并不满意，认为它“太像电视联播网的风格”。他后来给出了15集的订单，并跟麦克格鲁德表示“只要讲故事就好”。
动画和漫画剧情并没有太大关联，尽管在漫画连载的最后一年中，麦克格鲁德试图将两者同步。他将拉科斯叔叔一角引入漫画，并且把莱利的发型改成了动画中一样的卷发。在第一季播出期间，麦克格鲁德决定漫画休刊6个月，从2006年3月开始。但是在当年11月该漫画并没有复刊，出版商环球新闻集团宣布他们已经取消了该漫画的连载。

## 角色
休依·弗里曼（Huey Freeman，由蕾吉娜·金配音）
休依是整个家庭里的理性之声和道德支柱，当代非洲中心论代言人。年仅10岁却过于老成的他知识渊博，通晓很多学科。他受到左翼社会运动和宣扬社会正义领袖的影响很大。由于其追求的目标和价值远远高过自己的出身，常常被自己的家人认为是傻瓜。尽管休依倡导多项社会活动，他对于主流媒体中展现的奢侈浪费、自我毁灭、愚昧无知的非洲裔美国人流行文化十分不屑。他对于武术十分在行，同莱利的打斗中常常轻易获胜，在和其他人交锋时也鲜有对手。
莱利·弗里曼（Riley Freeman，又称Young Reezy，由蕾吉娜·金配音）
休依爱惹麻烦的弟弟，8岁。不像他的兄长，莱利是当代非洲裔美国人流行文化的的忠实拥护者。尽管他天资聪慧，但一旦有危及这些流行文化理念的事情发生时，哪怕其结果是自我毁灭性的，他依旧保持忠诚。
罗伯特·弗里曼（Robert Jebediah Freeman，由约翰·威瑟斯朋配音）
弗里曼一家之长，休依和莱利的祖父和法定监护人。尽管他很爱自己的两个孙子，但却常常因为他们不断的恶作剧而恼羞成怒。笃信早已过时的非洲裔美国人价值观，他还坚信棍棒底下出孝子

## 反响
2006年1月，《乡下人》得到有色人种促进会形象奖接触喜剧剧集的提名。同年，由于“Return of the King”一集，该节目获得了一尊皮博迪奖。截至2010年7月8日，该节目在Metacritic的评分为72%，在IMDB上评分为8.4/10。

## 争议
《乡下人》在1999年以漫画形式问世后，就一直处于争议的核心，美国广播电视台新闻就曾说过：“《乡下人》的支持者和批评者喜欢或讨厌该漫画的原因是一样的：它那剑走偏锋的幽默和对于许多议题口无遮拦、有时不受欢迎的观点，包括种族、政治、反恐战争以及911袭击等。” 。2006年，牧师阿尔·沙泼顿抗议该节目第一季“Return of The King”一集中，小马丁·路德·金这一角色使用“黑鬼”一词，他表示“卡通频道必须公开道歉，并且要承诺将这一有辱黑人历史人物的节目撤下”。但是卡通频道发表了一份声明，力挺麦克格鲁德：“我们认为麦克格鲁德通过一个极具创意的方式，不仅展现了金博士的勇气，而且还提醒了我们他所坚持和捍卫的东西，为以及为何时至今日，我们依旧有必要铭记并坚持抗争”。
第二季其中的两集在没有官方解释的情况下被禁播。这两集原定于11月16日和12月17日播出，其内容主要是在批判黑人娱乐电视台。卡通频道的公开声明中表示，“……华纳或Adult Swim都没有和黑人娱乐电视台的李女士或哈德林先生联系过”。不过，黑人娱乐电视台的母公司维亚康姆的确表示，如果索尼在美国播出该节目，将会遭到法律起诉。
据报道，泰勒·派瑞在看到第三季讽刺他的“Pause”一集后大发雷霆。该集中的温斯顿·杰罗姆一角明显是在嘲讽派瑞，形容他是“未出柜的、喜欢易装的邪教领袖，通过宣扬其天主教信仰来掩盖自己的真实性取向”。